# Acacia cultriformis
Acacia cultriformis là một loài thực vật có hoa trong họ Đậu. Loài này được G.Don miêu tả khoa học đầu tiên.

## Hình ảnh

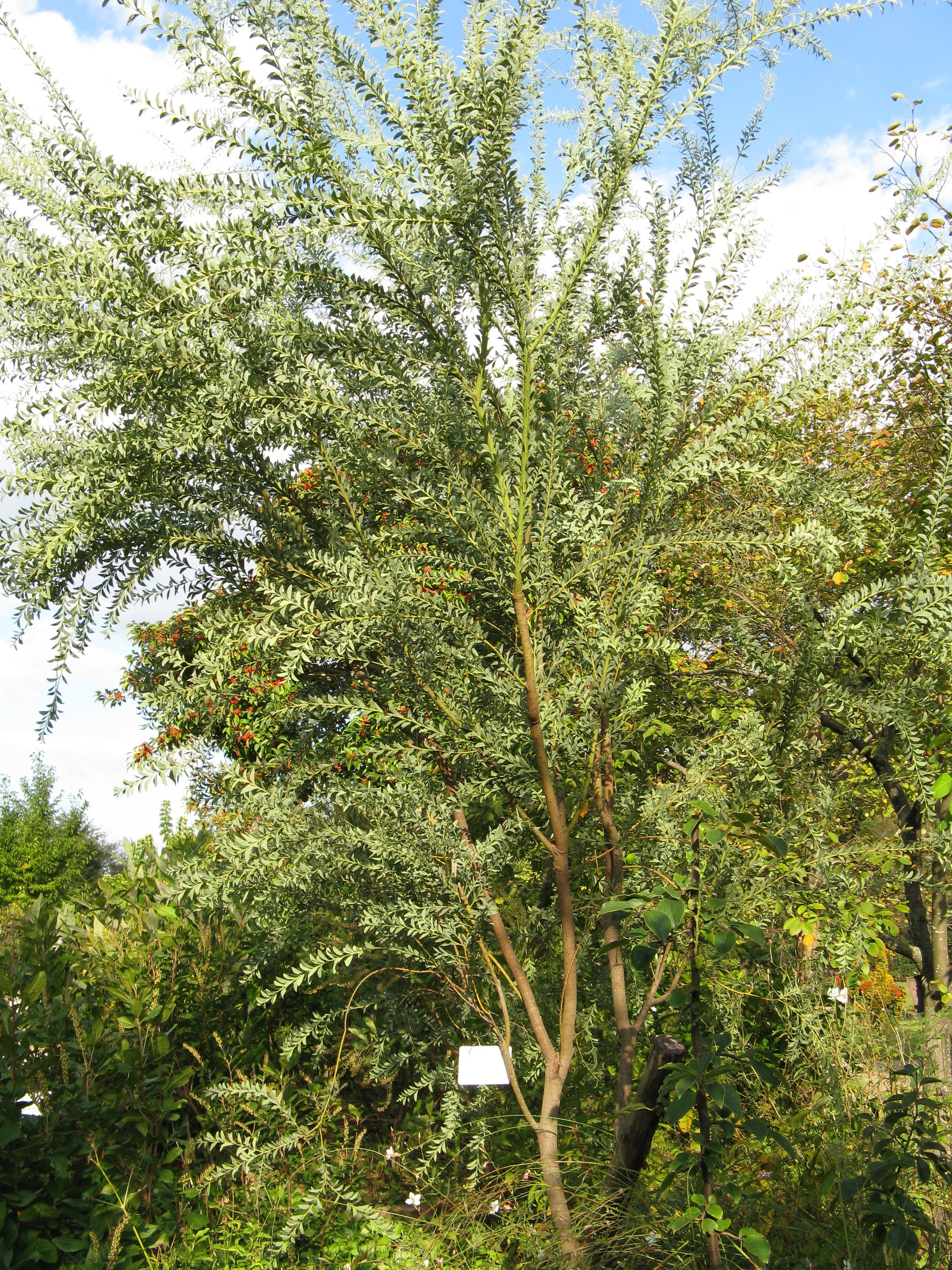
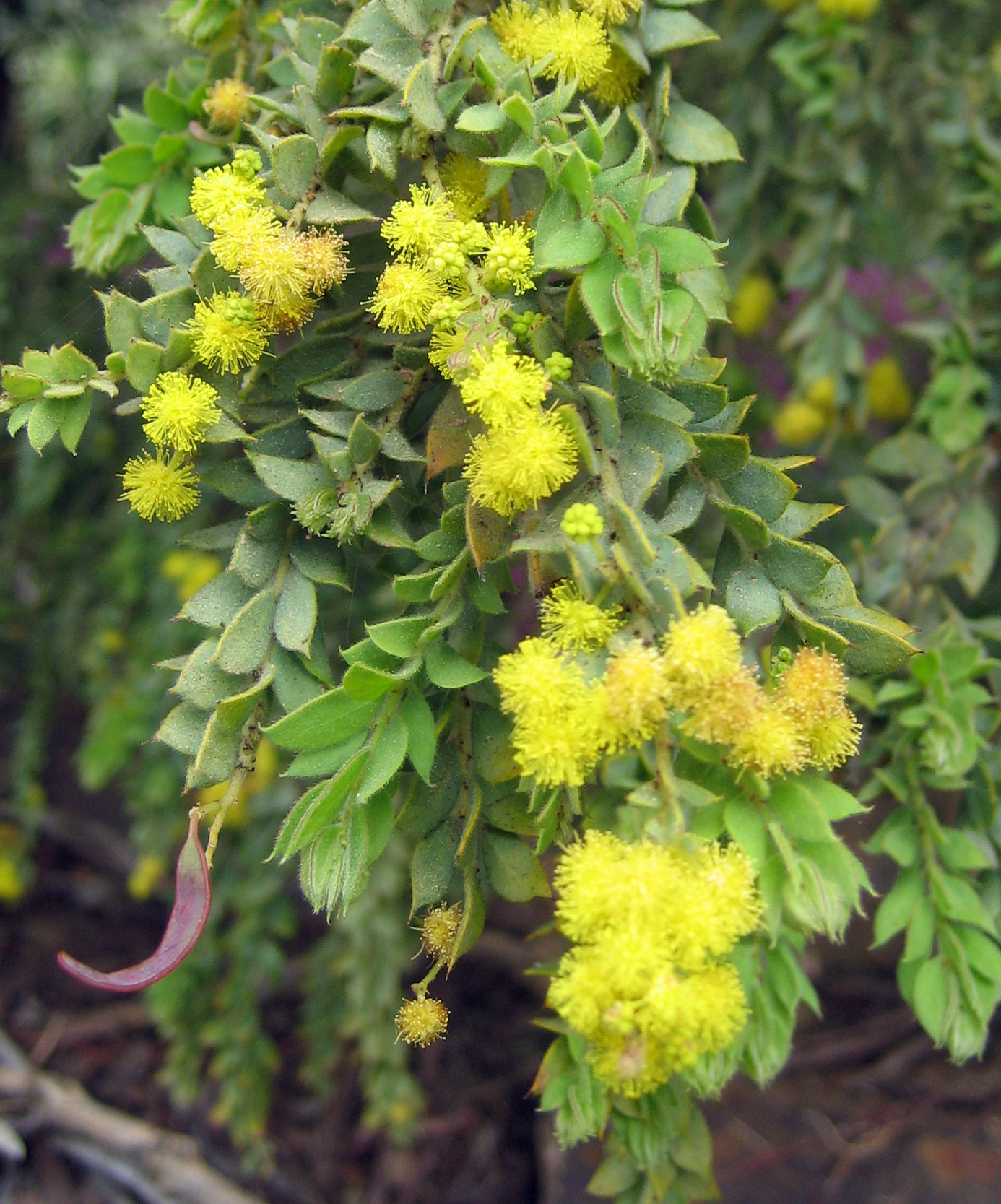
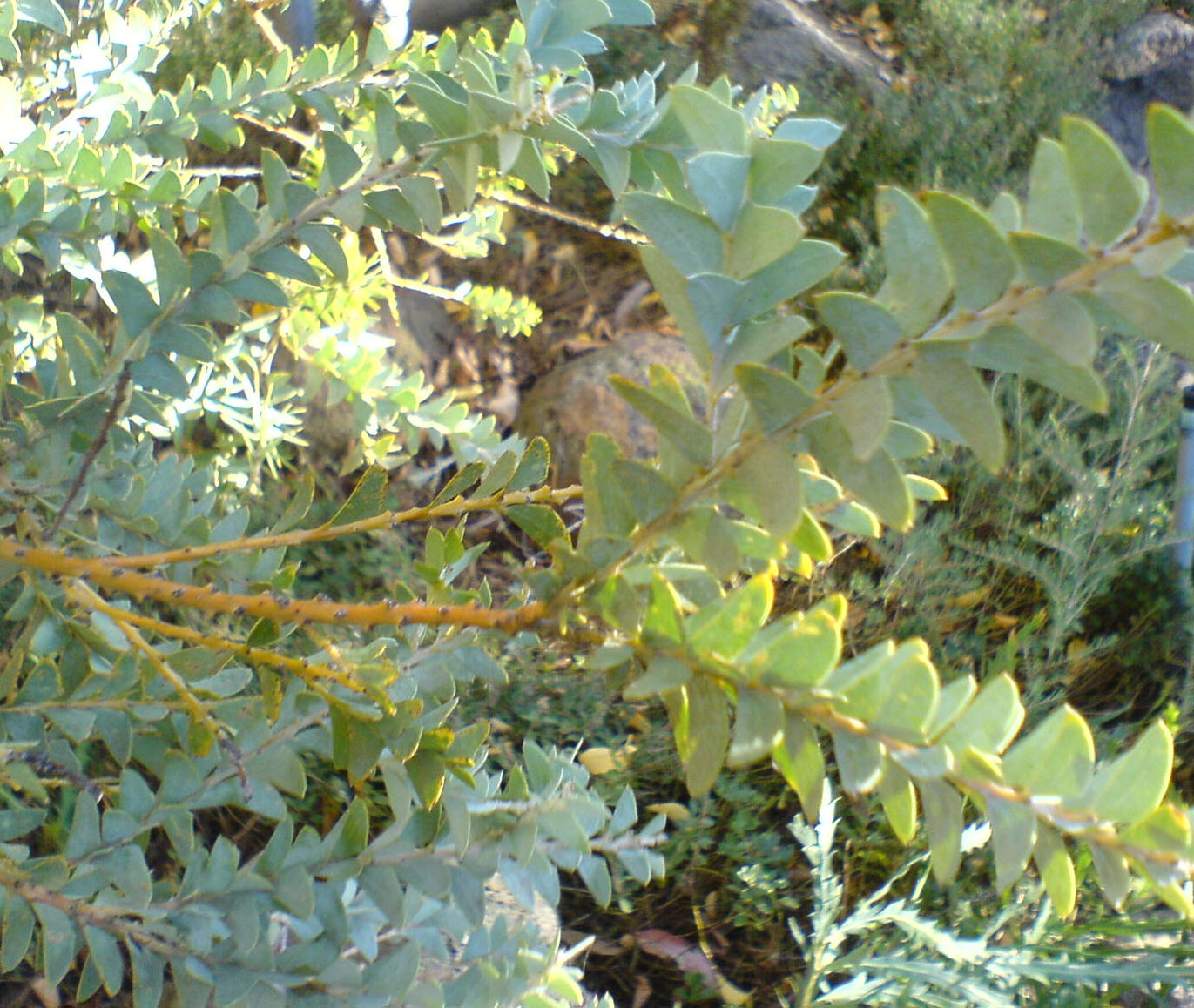
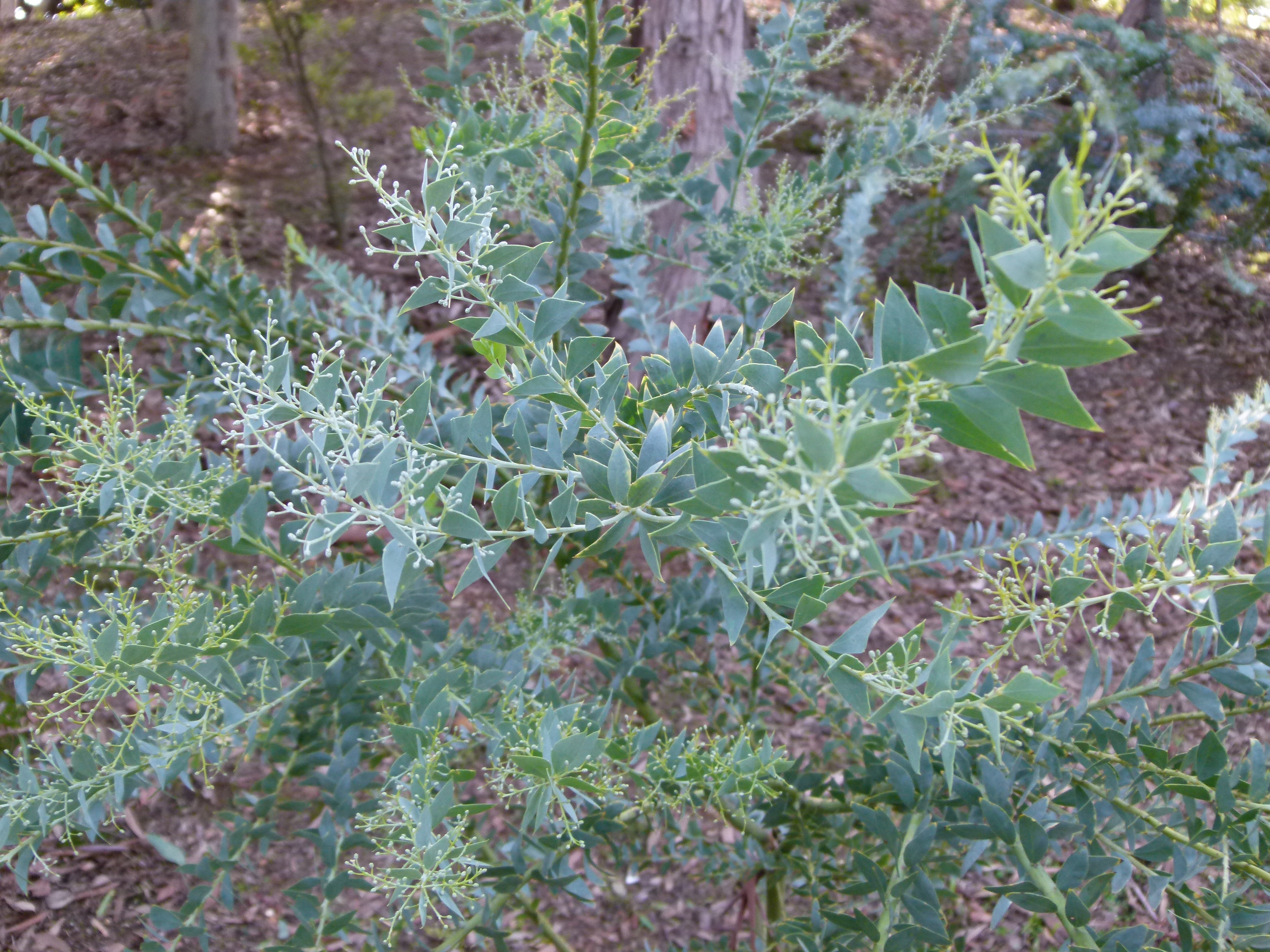